# 塞薩·傑隆尼默
塞薩·法蘭西斯科·傑隆尼默·佐瑞亞（西班牙語：César Francisco Gerónimo Zorrilla，1948年3月11日—），為美國職棒大聯盟的外野手，生涯曾效力過太空人、紅人與皇家等隊。為著名的「大紅機器」其中一員。
傑隆尼默生涯的打擊能力不算太突出，不過防守能力相當出色。生涯曾連續4年拿下金手套獎，後來他在2008年入選紅人隊名人堂。

## 職業生涯
1967年，傑隆尼默和洋基隊簽約。洋基隊原本打算培養他成為一名投手，不過實驗一年後以失敗收場。1968年春訓，傑隆尼默表示自己不想成為投手。後來他透過規則五選秀被太空人選走。
1969年4月16日，21歲的傑隆尼默登上大聯盟，並在5天後敲出大聯盟首安。
1971年11月29日，太空人和紅人發起一筆重磅交易。太空人將傑隆尼默、喬·摩根、Ed Armbrister、Jack Billingham和Denis Menke交易到紅人，換來Lee May、Tommy Helms和Jimmy Stewart。這筆交易案促使紅人隊在未來五年組成了稱霸國聯的大紅機器打線。1974年至1977年間，傑隆尼默蟬聯金手套獎。而他也靠著在中外野優異的防守，幫助紅人在1975年和1976年蟬聯世界大賽冠軍。其中他在1975年世界大賽的打擊率為2成80，並敲出2轟。不過最讓人印象深刻的是他在最後一戰成功接殺卡爾·雅澤姆斯基的飛球，成為該年世界大賽最後一個出局數。
1976年，傑隆尼默打出生涯年。3成07的打擊率、149支安打、56次保送、11支三壘安打、22次盜壘成功與3成82的上壘率都是生涯新高。隔年他更是首次達成單季雙位數全壘打。
1981年，傑隆尼默離開紅人加盟皇家隊，生涯已邁入末期的他主要都擔任替補球員。後來他在1983年退休。
傑隆尼默還有一項很特殊的紀錄，他同時是鮑勃·吉布森和諾蘭·萊恩生涯3000K的苦主。當時被問起這項尷尬地紀錄時，他也很打趣地回應道：「我只是正好在對的時間點在對的位置上罷了！」

## 個人生活
退休之後，傑隆尼默加入廣島東洋鯉魚隊，並在球隊的多明尼加學院擔任教練。目前他和他家人定居在多明尼加的聖多明哥。
2008年7月，傑隆尼默入選辛辛那提紅人名人堂。目前他仍會繼續參與跟大紅機器成員相關的活動。

## 生涯打擊成績
| 出賽次數 | 打席 | 打數 | 得分 | 安打 | 二安 | 三安 | 全壘打 | 打點 | 盜壘 | 保送 | 三振 | 打擊率 | 上壘率 | 長打率 | OPS  |
| -------- | ---- | ---- | ---- | ---- | ---- | ---- | ------ | ---- | ---- | ---- | ---- | ------ | ------ | ------ | ---- |
| 1522     | 4229 | 3780 | 460  | 977  | 161  | 50   | 51     | 392  | 82   | 354  | 746  | .258   | .325   | .368   | .693 |

## 外部連結
- 球員資訊和成績在MLB，ESPN，Retrosheet ，Baseball Reference ，Fangraphs（英文）
- 塞薩·傑隆尼默在台灣棒球維基館上的頁面（繁體中文）